# 卡瑟地区
卡瑟地区是加拿大不列颠哥伦比亚省的一个地区，包含鲍威尔河市及周边无建制区域。该区北邻斯特拉思科纳地区，东邻阳光海岸地区与斯夸米什-利鲁艾特地区。该区总面积5,092.06 km² (1,966.06 sq mi)。辖区人口19,599(2006年) 。行政中心为鲍威尔河市。